# النهر الأسود (نهر دواميش)

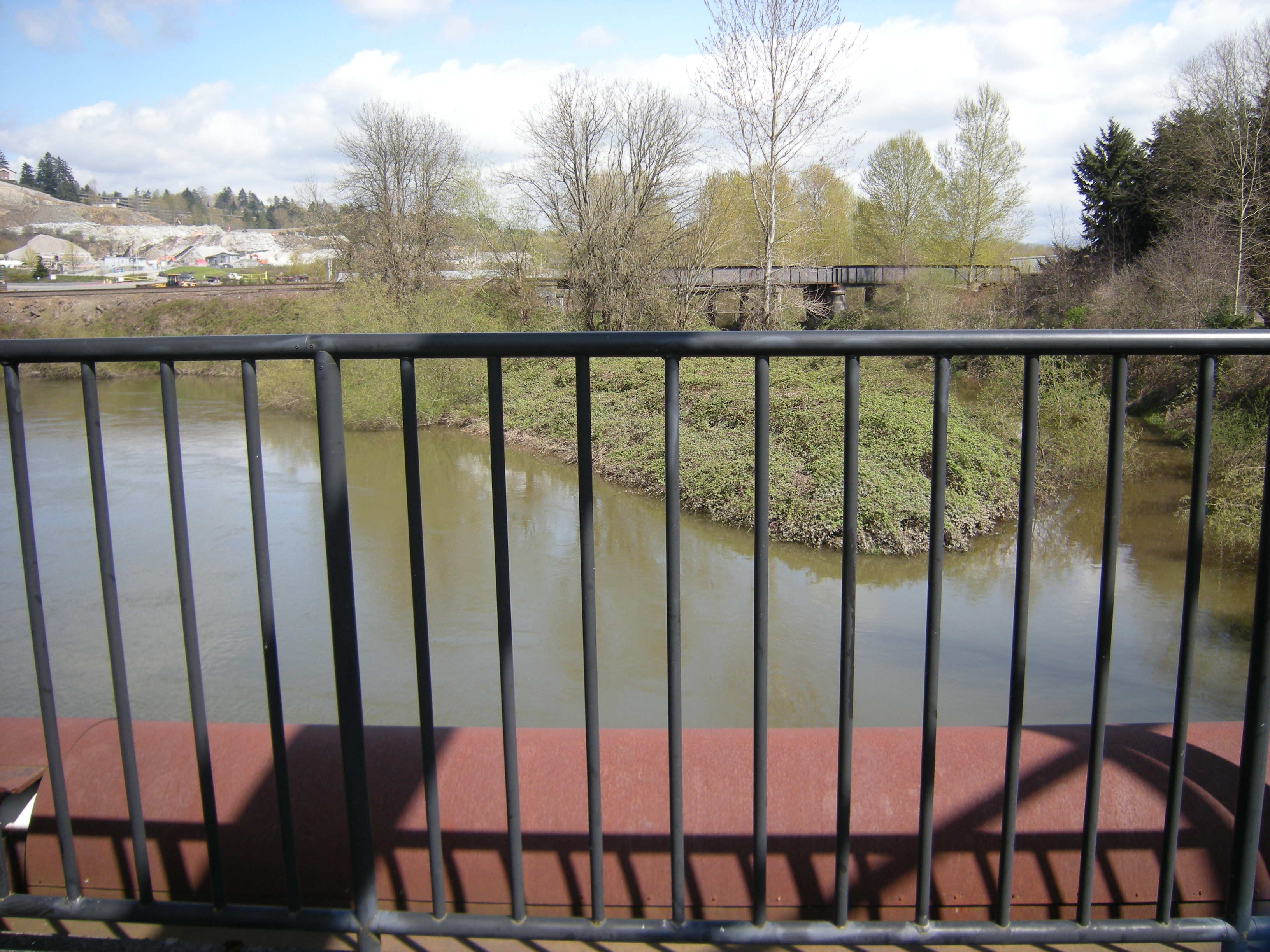

## النهر الأسود (نهر دواميش)
النهر الأسود هو أحد روافد نهر دواميش في مقاطعة كينغ في ولاية واشنطن الأمريكية. وقد استنزفت بحيرة واشنطن حتى عام 1916 عند افتتاح قناة السفن في بحيرة واشنطن فانخفضت البحيرة مما تسبب في جفاف جزء من النهر الأسود حيث انه لا يزال موجودا كتيار مرور ويبلغ طوله حوالي (3.2) كم.
قبل القرن العشرين , أفرغت بحيرة واشنطن من نهايتها الجنوبية إلى النهر الأسود, الذي انضم إليه نهر الأرز قبل التقاءه بالنهر الأبيض (يعرف الآن بالنهر الأخضر المنخفض وتم تحويل النهر الأبيض إلى الجنوب) وقد شُكل نهر دواميش من التقاء النهر الأسود مع النهر الأبيض, الذي افرغ في خليج إليوت في بيوجت ساوند. وهكذا مياه الأنهار الآن تفرغ في بحيرة واشنطن مثل نهر ساماميش, فيما مضى كانت تتدفق عبر النهر الأسود ونهر دواميش. أما اليوم تصب مياه بحيرة واشنطن في بيوجت ساوند عبر قناة بحيرة واشنطن.
في تشرين الثاني 1911 غمر نهر الأرز مدينة رينتون. وفي عام 1912 تم تحويل نهر الأرز من النهر الأسود إلى بحيرة واشنطن لتجنب الفيضانات المستقبلية. حيث لا تزال مياه تدفق عبر النهر الأسود بعد مروره عبر بحيرة واشنطن. انخفض مستوى البحيرة ما يقارب التسعة أقدام وجفت مياه النهر الأسود. أما اليوم فيشكل جزء من قاع الغابة الشطئية للنهر الأسود والمناطق الرطبة.
عاش شعب الدواميش على طول النهر الأسود لعدة قرون, وقد بقيت مستوطنات الدواميش على طول النهر حتى جف عام 1916. وتقع العديد من قرى السكان الأصليين بالقرب من التقاء النهر الأسود ونهر دواميش. وكانت تسمى المنطقة «داخل المكان» ( وتأتي كلمة دواميش من لغة اللوتشوتسيد) في إشارة إلى موقعها الداخلي من بوجيه ساوند. ومنذ فترة طويلة كان يستخدم كمكان للجوء حيث أصبحت المنطقة موطنًا للعديد من السكان الأصليين الذين شردتهم مدينة سياتل المتنامية, إلى ان جف النهر الأسود.

## روابط خارجية
https://geonames.usgs.gov/apex/f?p=gnispq:3:::NO::P3_FID:1503409